# Арси (зона)
Арси е една от 12 зони на региона Оромия в Етиопия. Арси също е име на бивша провинция. Административен център на зоната е Асела. Някои от другите градове в зоната са Абомса и Асаса.
Производството на кафе е важен източник на доходи още от 1912 г.

## Демография
През 1994 г. е изчислено че в зоната има 2 217 245 души в 438 561 домакинства.
Чрез данни от 2005 г. е изчистлено, че популацията на зоната е 3 135 686 милиона души, от които 1 557 984 мъже и 1 577 702 жени
Зоната обхваща 23 724,44 км2 което прави по 132,17 души на км2.